# جورج کیز
جورج کیز (انگلیسی: George Keys؛ زادهٔ ۱۲ دسامبر ۱۹۵۹) قایقران روئینگ اهل نیوزیلند است.
وی در مسابقات کشوری و بین‌المللی در مجموع برندهٔ ۲ مدال طلا، ۱ مدال برنز شده‌است.